# Jesu smörjelse

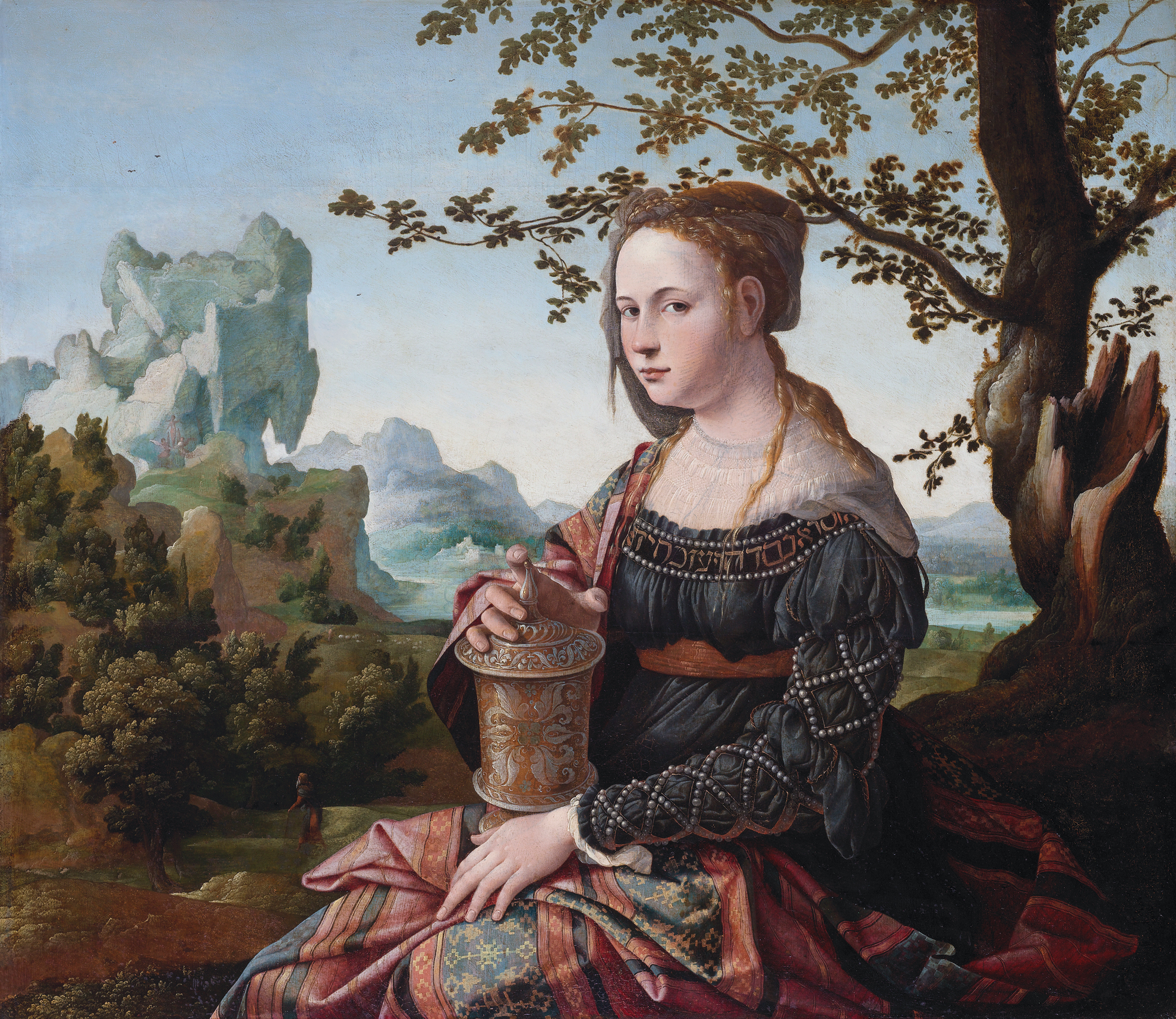
Maria från Magdala avbildas traditionellt med en flaska balsam, med hänvisning till smörjelsen av Jesus.

Kvinnan med balsamflaskan är en passage i Nya Testamentet som finns med både i de synoptiska evangelierna och i Johannesevangeliet, där den heter Maria i Betania smörjer Jesu fötter. I Lukasevangeliet heter den Kvinnan som smorde Jesu fötter. Enligt berättelsen tog en kvinna en hel flaska dyrbar äkta nardusbalsam och smorde Jesu fötter och torkade dem sedan med sitt hår. Denna händelse är en fråga som har diskuterats livligt, då många forskare konstaterar att det faktiskt är två skilda händelser; en som inträffar i början av Jesu ministerium där han erbjuder förlåtelse till en ångerfull kvinna, och en annan där han smörjs i förberedelserna för hans begravning. Lukasevangeliet talar om en kvinna som varit syndig i hela sitt liv och som grät och vätte hans fötter med sina tårar och torkade dem med sitt hår. Många bibliska historiker menar att denna historia inte kan ha inträffat bara några dagar före korsfästelsen, på grund av de många händelser som följer i Lukasevangeliet. Joh. 12:1-8 nämner henne vid namnet Maria och antar att hon är densamma som Maria, en syster till Lasarus och identifierar även hennes syster som Marta. Även om något erotisk ikonografi av kvinnans handling traditionellt har förknippats med Maria Magdalena finns det inga bibliska texter som identifierar henne med henne. Enligt Markusevangeliet 14:3 var parfymen den renaste nardus.

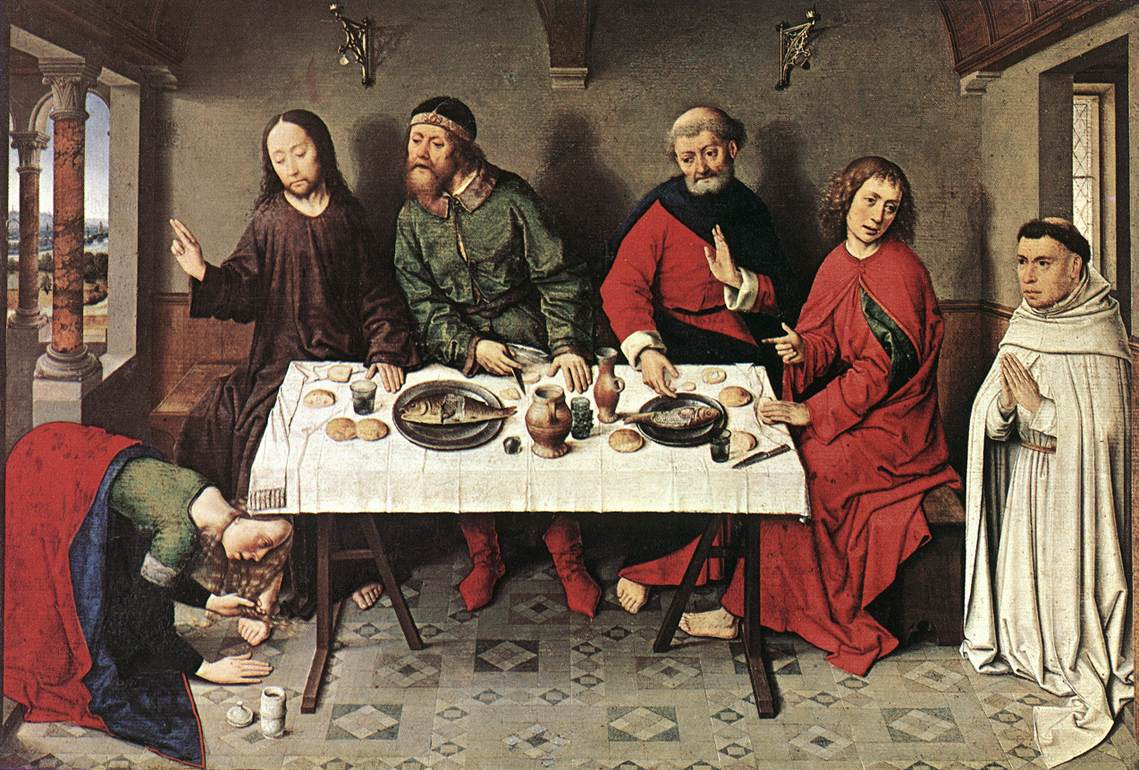
Kristus i Simons hus av Dirk Bouts.

Några av åskådarna blev förargade eftersom parfymen kunde ha sålts för en årslön, enligt Markus uppräkning 300 denarer, och pengarna ges till de fattiga. Matteusevangeliet anger att "lärjungarna blev förargade och sade: 'Vilket slöseri!'" och Johannes hävdar att det var Judas som blev mest upprörd. Johannes tillägger att Judas egentligen inte brydde sig om de fattiga, utan att han var en tjuv som hade hand om kassan och som tog av det som lades dit. Jesus rättfärdigör kvinnans handling genom att säga att de fattiga alltid kommer att finnas bland dem, men det kommer inte han. Vissa lärda har kritiserat detta svar som slapp moral, andra menar att det är på grund av den nära förestående korsfästelsen Jesus är helt enkelt förklarar att det som gjordes var inte ett val mellan två moraliska handlingar, utan en nödvändighet som inte skulle vara värre på Jesu tid än att en modern man köper en kista till en närstående även om det finns fattiga som behöver mat.
Markus 14:3 och Matteus 26:6 berättar att detta skall ha skett när Jesus var i Betania och kopplade av hemma hos Simon den spetälske, en man vars betydelse inte förklaras vidare av Markus eller Matteus. Vissa, som utgår från att berättelserna i de fyra evangelierna talar om samma händelse, identifierar värden som Simon farisén, omnämnd i Lukasevangeliet 7:36-50. Men med tanke på närheten till Jesu korsfästelse och det faktum att värden Simon kallas spetälsk på andra ställen har orsakat att denna identifikation kommit under diskussion. Lukasevangeliet berättar att Jesus blivit inbjuden till middag, men platsen anges inte. Johannesvangeliet identifierar platsen där smörjelsen före korsfästelsen ägde rum som hemma hos Lasarus och hans två systrar. Den romersk-katolska kyrkan följer de synoptiska evangelierna när det gäller platsen för händelsen. Johannes och Lukas berättelser skiljer sig också från de av Matteus och Markus i det att smörjelsen är av Jesu fötter istället för hans huvud. Detta, menar vissa, pekar på att Lukas talar om en helt annan händelse. Enligt Bibel 2000 kan hällde ut den över hans huvud (Matt. 26:7) antyda att Jesus hyllades som Messias; smord.